# Confecții (cartier în Arad)
Confecții este un cartier situat în partea de vest a orașului Arad. Numele cartierului provine de la Fabrica de Confecții, situată în acest cartier. 